# Liste archäologischer Fundstätten der Olmekenkultur
Auf dieser Seite werden die archäologischen Fundstätten der Olmekenkultur aufgelistet.
- Altamira
- Amuco
- Balancan
- Chalcatzingo
- Chalchuapa
- Etlatongo
- Gualupita
- Juxtlahuaca
- Laguna de los Cerros
- Las Bocas
- La Venta
- Oaxaca
- Oxtotitlan
- Padre Piedra
- Panuco
- Pijijiapan
- San Isidro
- San Jose Magote
- San Lorenzo Tenochtitlan
- Simojovel
- Teopantecuanitlan
- Tlatilco
- Tlacozotitlan
- Tlapacoya
- Trapiche
- Tres Zapotes
- Xoc
- Zazacatla